# 趙克露
趙克露（英語：Kelu Chao，？—），台灣裔美國人，記者，曾於2021年1月20日至2022年12月29日間擔任美国国际媒体署代理首席執行官。

## 早年經歷
趙克露生於台灣，祖籍甘肅武都，曾於台北許昌街青年團契（今林森南路禮拜堂）受洗，其父趙廷俊曾任台灣《中央日報》總編輯、總主筆及總經理。趙克露的名字有「克俄羅斯」之意，早年俄羅斯被意譯為「露西亞」；相應地，克露的兩個弟弟叫「克東」「克歐」，其中「東」指東洋日本，「歐」指歐洲列強。
趙克露高中畢業於臺北市立中山女子高級中學，1975年從國立政治大學新聞系畢業，同屆校友包括陳月卿、周玉蔻、焦雄屏等人。趙克露其後負笈肯特州立大學，獲傳播及教育雙碩士學位。

## 新聞生涯
碩士畢業後，趙克露加入美國之音，從實習記者做起。1989年六四事件期間，趙克露擔任美國記者駐北京記者。1993年，趙克露被派駐香港，1995年調回美國擔任中文部主任，1997年擢升遠東部主任，2001年再升副總台長，2007年調至國際廣播局（IDB），2014年4月回到美國之音擔任副總台長，2015年6月出任代理總台長。在美國之音服務的40年間，趙克露獲得30多個獎項，包括紐約廣播節（New York Radio Festival）和亞洲廣播聯盟（Asian Broadcasting Union）頒發的獎項。
2021年1月20日，趙克露獲喬·拜登任命為美国国际媒体署代理首席執行官，接任特朗普擔任總統時任命的迈克尔·派克；趙克露是美國國際媒體署的第一位女性首長。然而趙克露上任的管理策略遭到美國國會七名共和黨議員的質疑。此外，七名議員要求提供美國世界媒體組織（United States World Media Organization）及美國之音幾位行政人員在特定日期的信件，以調查美國之音招募波斯語部記者塞塔蕾·德拉赫什什（Setareh Derakhshesh）的詳細情況。
阿曼达·贝内特獲美國參議院確認出任國際媒體署正式的首席執行官後，趙克露發文表示祝賀。

## 個人生活
趙克露與丈夫陳建台在教會認識；陳建台為祖籍廣東的客家人，生於高雄，為美國馬里蘭大學音樂博士，也是該校的教職人員。兒子畢業於美國印地安納大學新聞系，也從事新聞行業。